# Schwarzenborn (Hesja)
Schwarzenborn – miasto w Niemczech, w kraju związkowym Hesja, w rejencji Kassel, w powiecie Schwalm-Eder.